# Kabassa
Een kabassa, die lijkt op de shekere, is een percussie-instrument dat is gebouwd met rollen van stalen kogeltjes die om een cilinder zijn gewikkeld. De cilinder is vastgemaakt aan een lang smal houten of plastic handvat. Het instrument komt oorspronkelijk uit Afrika en werd aanvankelijk van gedroogde ovale of peervormige kalebassen met kralenkettingen eromheen gewikkeld gemaakt. Moderne instrumentenbouwers als LP (Latin Percussion, Inc.) hebben meer duurzame kabassa's gemaakt, welke ze de afuche-kabassa noemen.
De kabassa maakt een metalen ratelend geluid wanneer het instrument wordt geschud of gedraaid, en lijkt op het geluid van een ratelslang. De kabassa wordt veel gebruikt in Latin jazz, en in het bijzonder in bossanova.
Precieze ritmische effecten kunnen door een ervaren speler worden gegenereerd. De speler plaatst zijn niet-dominante hand op de metalen kettingen om druk uit te oefenen, terwijl hij met zijn dominante hand het instrument draait of schudt in het gewenste ritmische patroon. Naast gebruik in latin muziek wordt het instrument ook in vele muziekgroepen, bands en orkesten gebruikt.